# Qu You
Qu You (chinesisch 瞿佑, Pinyin Qú Yòu, gelegentlich als 瞿祐, Zi (Großjährigkeitsname) Zōngjí 宗吉, Hao (Ehrenname) Cúnzhāi 存齋; * 1341 in Qiantang (錢塘; heute: Hangzhou); † 1427 oder 1433) war ein chinesischer Schriftsteller der Ming-Dynastie.

## Leben und Wirken
Qu You arbeitete an unterschiedlichen Orten als Schullehrer. Während der Regentschaft des Kaisers Yongle, Regierungszeit von 1402 bis 1424, fiel er im Jahr 1415 in Ungnade und wurde für zehn Jahre in die Verbannung geschickt. Nach seiner Rückkehr arbeitete er als Privatlehrer bei einem einflussreichen Adeligen. Er starb zwischen 1427 und 1433.
Sein Hauptwerk ist die 1378 erschienene 40-bändige Novellensammlung Neue Gespräche beim Putzen der Lampe oder Neue Gespräche beim Schneiden des Lampendochtes (剪燈新話 Jiǎndēng xīnhuà). Die Erzählungen sind durchwegs von unterhaltsamem Charakter und enthalten häufig auch erotische Elemente. Gleichwohl lassen sie aber auch moralisierende Tendenzen nicht vermissen. So wird etwa in Das Geisterland der Protagonist Yuan Jishi, während er nur allzu berechtigte Rachepläne verfolgt, in den Augen des betrachtenden Taoisten von Unheil verheißenden Teufeln und Geistern begleitet – und von Glück bringenden Genien, sobald er der Rache abgeschworen hat. Häufig enthalten die Novellen übernatürlich-phantastische Elemente, wie etwa in der Päonienlaterne, wo sich der junge Qiao mit einer dem Grabe entstiegenen Wiedergängerin einlässt. Manchmal tragen sie auch poetische Züge, wie das gedichtreiche Der Pavillon des zweifachen Duftes. Ein weiteres Werk sind die Gespräche über die Dichtung nach dem Eintritt in den Ruhestand (Guitian shihua).
Daneben hat Qu You ein Handbuch des Dominospiels in der Xuanhe-Periode 1119–1125. (Xuanhe paipu) verfasst.

## Wirkung
Das Jiandeng Xinhua fand beim Publikum großen Anklang und wurde vielfach nachgeahmt. Unmittelbarer Epigon war Li Changqi mit seiner Sammlung Weitere Gespräche beim Putzen der Lampe (剪燈餘話 Jiǎndēng yúhuà) von 1419/20. Beide Werke erfuhren in Übersetzungen bald auch in Japan und Korea Verbreitung, wo sie nachhaltig die gehobene Unterhaltungsliteratur beeinflussen sollten. In Vietnam wurde Qu Yous Werk ab dem 16. Jahrhundert durch eine Bearbeitung des Nguyễn Dữ populär. Auch die gut zweihundert Jahre jüngeren Sammlungen der späten Ming-Dichter Feng Menglong und Ling Mengchu erscheinen ohne Qu Yous Vorbild schwer denkbar. Dem deutschen Publikum wurde das Jiandeng Xinhua insbesondere durch Wolfgang Bauer und Herbert Franke zugänglich gemacht.

## Schriften (Auswahl)
- Jiandeng xinhua. („Neue Gespräche beim Schneiden des Lampendochtes“) Zhongguo wenshi chubanshe, Peking 2001, ISBN 7-5034-1170-8 (chinesisch).
- Sentō shinwa. Heibonsha, Tokio 2003, ISBN 4-256-80048-4 (japanisch).
- Lutang shihua Guitian shihua. (= Congshu jicheng. 2576.) Shangwu yinshuguan, Shanghai um 1936, OCLC 466037623 (chinesisch).